# 圣阿加塔-费尔特里亚
圣阿加塔-费尔特里亚（義大利語：Sant'Agata Feltria），是意大利里米尼省的一个市镇。总面积79.3平方公里，人口2293人，人口密度28.9人/平方公里（2009年）。ISTAT代码为099026。